# Jakob Audorf der Ältere
Johann Heinrich Jacob Audorf (* 30. Dezember 1807 in Hamburg; † 30. August 1891 ebenda) war ein deutscher Haartuchweber und Mitbegründer des ADAV.

## Leben und Wirken

Jacob Audorf der Ältere (1891)

Jakob Audorf war der Sohn von Hans Jürgen Audorf, Reepschläger und von Sara Audorf, geb. Petersen. Er erhielt eine Ausbildung als Haartuchweber und arbeitete somit in einem Gewerbe, das noch keine Zünfte hatte. 1836 organisierte er einen Streik, mit dem die Haartuchweber gegen die Lohndrücker Lohnkürzungen verhindern wollten. Es handelte sich um den Beginn der modernen gewerkschaftlichen Arbeiterbewegung in der Hansestadt.
1845 trat Audorf in den Hamburger Arbeiterbildungsverein ein, der von der Patriotischen Gesellschaft unterstützt wurde, um den Einfluss der sozialistischen Arbeiter zu begrenzen. Er lernte Wilhelm Weitling bei dessen Aufenthalt in Hamburg kennen, der Audorf mit seinen frühsozialistischen Ideen beeinflusste.
Während der Deutschen Revolution 1848/1849 setzte er sich für diese Theorie des weitlingschen Befreiungsbundes ein, den Weitling ins Leben gerufen hatte. Im Herbst 1848 wählten die Hamburger Bürger Audorf neben Joachim Friedrich Martens als die einzigen Arbeiter in die Hamburger Konstituante. 1851 reiste er nach London im Auftrag der Hamburger Gemeinde des Bundes der Kommunisten, wo er mit Karl Marx konferierte.
1852 musste Audorf als Kommunist eine dreimonatige Haftstrafe verbüßen. Aufgrund seiner politischen Aktivitäten ging er bankrott und musste seinen Webstuhl versteigern. Seine beiden Söhne Heinrich (1833–1866) und Jakob jun. (1835–1898) verdienten zu diesem Zeitpunkt selbständig ihren Lebensunterhalt (Heinrich als Lehrer an der Talmud Tora Schule und Jacob in einer Lehre als Schlosser), sodass sie nicht auf finanzielle Unterstützung ihres Vaters angewiesen waren.
Audorf und sein Sohn Jakob gehörten 1863 zu den Gründungsmitgliedern des Allgemeinen Deutschen Arbeitervereins (ADAV), der auf eine Initiative Ferdinand Lassalles zurückging. Die Gründung des ADAV war auch auf die Initiative des linken Flügels des Hamburger Arbeiterbildungsvereins zurückzuführen, der sich nicht länger von liberalen Mitgliedern bevormunden lassen wollte. Den Anstoß für das Engagement der Linken hatte Audorf der Ältere gegeben. Nach 1863 warb er für den ADAV, übernahm jedoch keine Ämter. 1869 schloss er sich der Partei August Bebels und Wilhelm Liebknechts an.
Während der Zeit des Sozialistengesetzes schrieb Audorf seine Erlebnisse eines alten Hamburgers nieder. Die Hamburger Bürger-Zeitung druckte sie von September bis November 1886 in sieben Fortsetzungen. Damit hatte der Autor wesentlichen Anteil am Zusammenhalt der verfolgten Hamburger Arbeiterpartei, deren Identitätsfigur er war.
Jakob Audorf der Ältere starb am 30. August 1891. An dem Leichenzug zu seiner Beerdigung nahmen 7000 Arbeiter von seiner letzten Wohnung „Johannisbollwerk 5“ über Winterhude nach Ohlsdorf teil. Karl Frohme sagte in seiner Grabrede auf dem Ohlsdorfer Friedhof, dass Audorf einer der ältesten Männer der deutschen Arbeiterbewegung gewesen sei. „Und wie Johannes ein Vorläufer des Christus gewesen, so war der alte Audorf ein Vorläufer der deutschen Arbeiterbewegung“, so der Hamburger Reichstagsabgeordnete.

## Veröffentlichungen
- Erlebnisse eines alten Hamburgers. In: Bürger-Zeitung, Hamburg Nr. 226 vom 26. September 1886; Nr. 238 vom 10. Oktober 1886, Nr. 244 vom 17. Oktober 1886, Nr. 250 vom 24. Oktober 1886; Nr. 256 vom 31. Oktober 1886; Nr. 262 vom 7. November 1886 und Nr. 268 vom 14. November 1886.